# Grønlands nationaldag
Grønlands nationaldag falder d. 21. juni og er dagen for grønlandsk national identitet. Dagen blev indført af det tidligere Hjemmestyre i 1985, og det var på denne dato, at Grønland i 2009 fik selvstyre. Derudover er d. 21. juni årets længste dag, dvs. sommersolhverv.
Nationaldagen fejres i samtlige grønlandske bebyggelser, og yndede aktiviteter tæller morgensang, kaffemik, flaghejsning og taler samt kulturelle optrædener med folkedans, musik og kajaksejlads.
Fra 2016 er Grønlands nationaldag også flagdag i Danmark, hvor statslige myndigheder flager med Grønlands flag.

## Fodnoter
1. ↑   visitgreenland.com: Grønlands nationaldag. Besøgt d. 21-06-2021
2. ↑  sullissivik.gl Nationaldag – Generelt om Besøgt d. 21-06-2021
3. ↑  Hecklen, Alexander (21. juni 2016). "Et anderledes rødt og hvidt flag hejses i Danmark i dag". DR. Hentet 21. juni 2016.
4. ↑  "Regeringen indfører officielle flagdage for Grønland og Færøerne". Statsministeriet. 11. marts 2016. Hentet 21. juni 2016.

| Festival | Spire Denne artikel om festivaler og mærkedage er en spire som bør udbygges. Du er velkommen til at hjælpe Wikipedia ved at udvide den. |